# Alexander Oppler

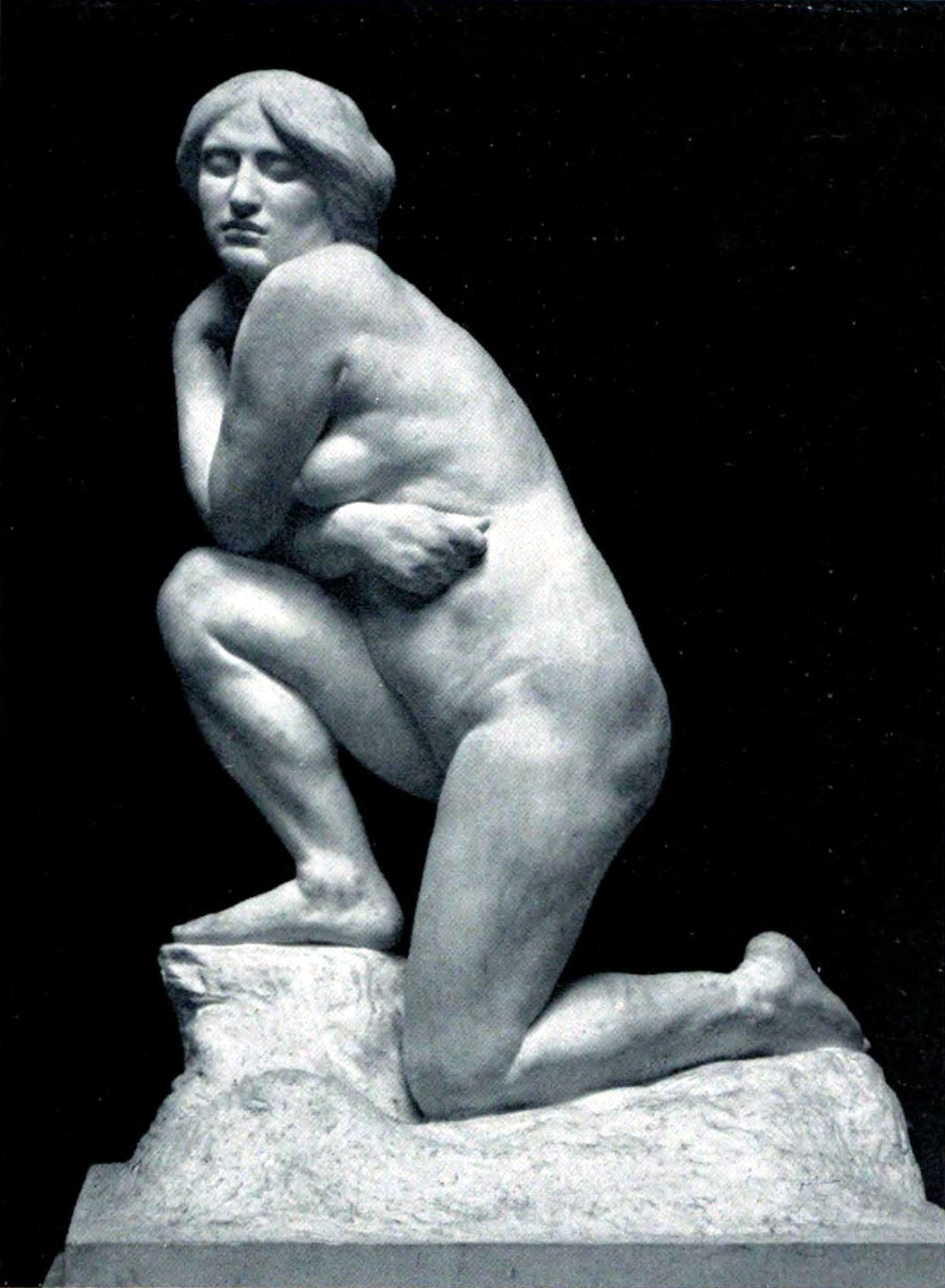
Eva, Bronzestatue

Alexander Oppler (* 10. Februar 1869 in Hannover; † 18. März 1937 in Berlin) war ein deutscher Bildhauer, der u. a. für seine Porträtbüsten bekannt wurde.

## Leben

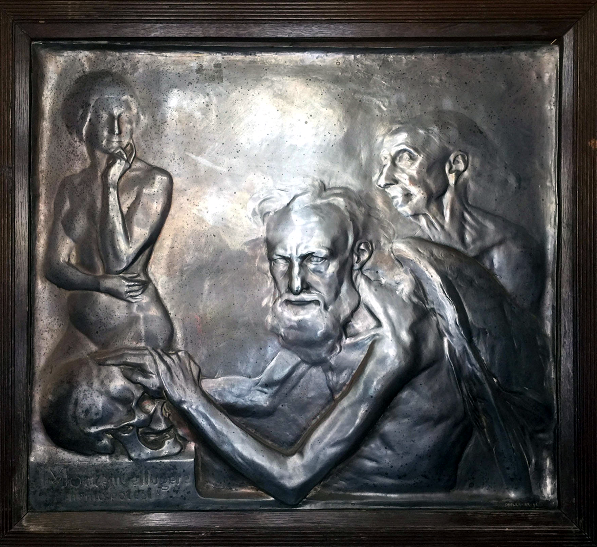
Alexander Oppler: Bronzerelief „Mortem effugere nemo potest“ 1896

Sein Vater war der Architekt Edwin Oppler, seine Brüder der Maler und Radierer Ernst Oppler sowie der Arzt Berthold Oppler und der Rechtsanwalt Siegmund Oppler.
Seine Ausbildung erhielt er als Schüler der Akademien in München (ab 1888), Brüssel und Paris.
Oppler war Mitglied der Münchner und Berliner Sezession.

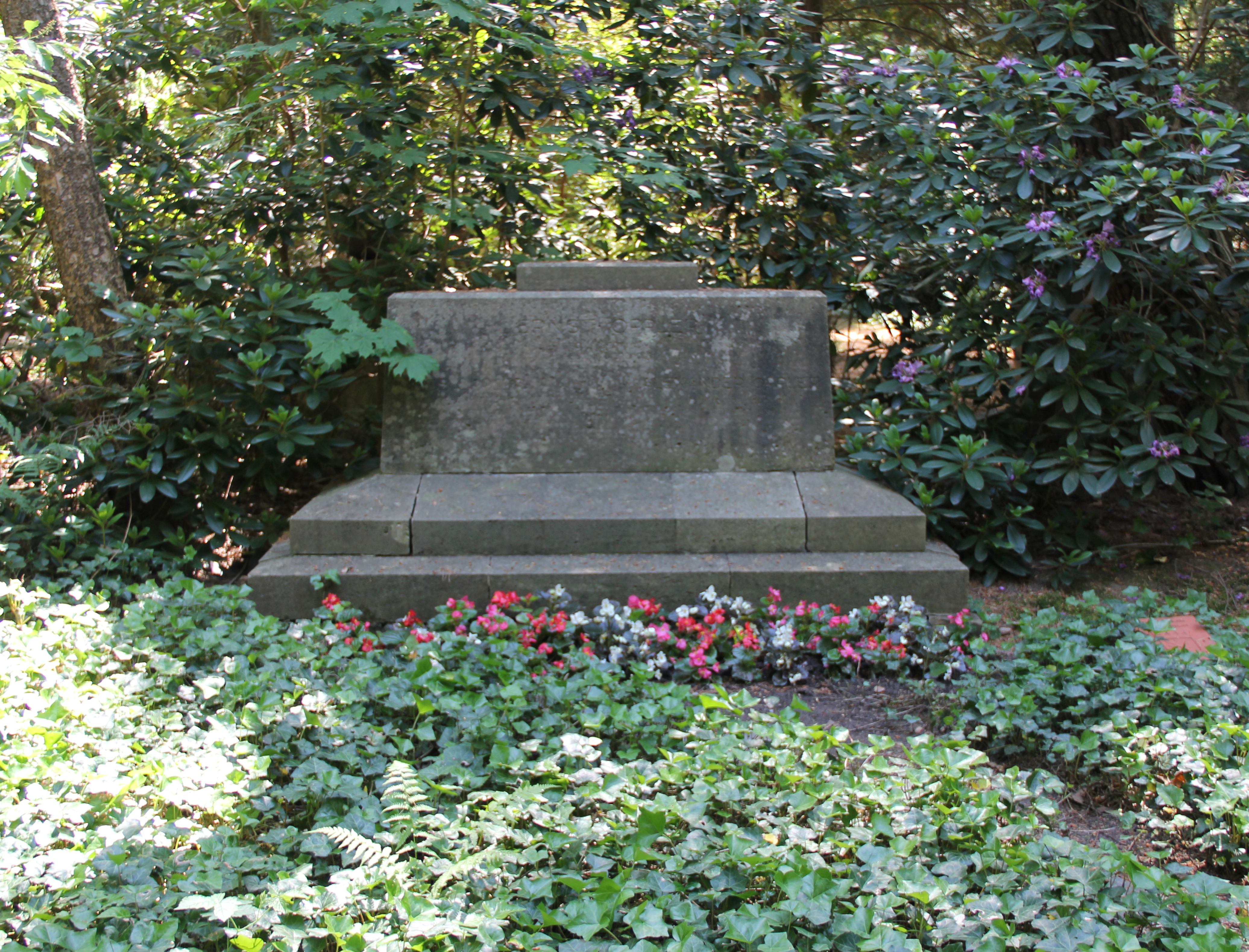
Ehrengrab Ernst und Alexander Oppler

Als frühes Mitglied des Deutschen Künstlerbundes beteiligte sich Alexander Oppler bereits 1904 an dessen erster, von den Sezessionisten ermöglichten Ausstellung im Königlichen Ausstellungsgebäude am Königsplatz in München. Er war dort mit zwei Gipsplastiken und einer Marmorbüste vertreten. Zu den heute bekannteren Werken zählt seine Porträtbüste von André Derain. Für ihn selbst stellte ein Brunnen auf dem Olivaer Platz in Berlin die Krönung seines Lebenswerkes dar; er wurde von den Nationalsozialisten zerstört.
Alexander Oppler erhielt ein Ehrengrab auf dem Parkfriedhof Lichterfelde in Berlin-Lichterfelde, in welchem vor ihm sein älterer Bruder Ernst Oppler und Alexander Opplers Gattin Alice beigesetzt worden waren. Eine für das Grabmonument von ihm geschaffene Skulptur ist verschollen.
Sein Hauptnachlass wurde von seiner Tochter Ellen Oppler bei der Emigration in die USA gerettet und von ihr und ihrer Tochter später dem Brevard Art Center (heute: Foosaner Art Museum) in Melbourne, Florida gestiftet.

## Werke
Seine Werke sind in verschiedenen Museen zu finden, z. B.:
- Wallraf-Richartz-Museum in Köln
- Museum kunst palast in Düsseldorf
- Museum August Kestner in Hannover
- Landesmuseum Württemberg in Stuttgart

Er arbeitete auch als Medailleur:
- Bronzegussmedaille 1925 auf das hundertjährige Bestehen des Provinzialschulkollegiums in Preußen mit dem Brustbild Wilhelm von Humboldts auf der Vorderseite.[6]